# La Justice comme équité

La Justice comme équité est une conception de la justice développée par John Rawls dans plusieurs articles et ouvrages : Justice as Fairness, Justice as Fairness: Political not Metaphysical (1985), Libéralisme politique (1993) et La justice comme équité : une reformulation de Théorie de la justice (2001). Rawls a présenté sa théorie dans son ouvrage Théorie de la justice. Cette conception se résume à deux principes de justice : le principe de liberté et le principe d'égalité, ce dernier étant divisé en un principe de juste égalité des chances et un principe de différence.
Rawls classe ces principes par ordre de priorité. Il donne ainsi « la priorité de la liberté » ce qui « signifie que la liberté ne peut être limitée qu’au nom de la liberté elle-même » puis suivent la juste égalité des chances et le principe de différence. Cet ordre permet de résoudre les conflits entre les différentes priorités dans la pratique. Néanmoins ces principes sont à prendre comme une conception globale de la justice, « la justice comme équité » et ne sont pas destinés à être employés individuellement. Ces principes sont toujours appliqués afin d'assurer que les « plus désavantagés » ne soient pas oubliés.